# Tania Garribba
Tania Garribba (Napoli, 1977) è un'attrice italiana.

## Biografia
Attiva come attrice teatrale sin dai primi anni '90, è nota al pubblico cinematografico per il ruolo della vestale Satne nel film Il primo re di Matteo Rovere, per cui ottiene la candidatura al David di Donatello 2020 come miglior attrice non protagonista. Sul piccolo schermo dà il volto al personaggio di Donna Luciana, moglie di Don Angelo "O'Maestrale" (Mimmo Borrelli) nella quinta stagione di Gomorra - La serie e alla madre di Rocco Siffredi nella serie Supersex.

## Teatrografia parziale
- Enrico V, regia di Pippo DelBono (1992)
- Dove gli angeli esitano, regia di Davide Iodice (1993)
- Ubu scornacchiato, regio di Alfonso Santagata (1997)
- Antigone, regia di Pierpaolo Sepe (1999)
- 'mPalermu, regia di Emma Dante (2001)
- Il giardino nero, regia di Davide Iodice (2003)
- La casa d'argilla, regia di Lisa Ferlazzo Natoli (2006)
- Il Feudatario, regio di Pierpaolo Sepe (2007)
- Qu'une tranche de pain, regia di Fabrice Dubusset (2009)
- Urania, regia di Lisa Ferlazzo Natoli
- La fabbrica dei sogni, regia di Davide Iodice (2010)
- Un giorno tutto questo sarà tuo, regia di Davide Iodice (2012)
- Le Bassaridi, regia di Mario Martone (2015)
- Dieci storie proprio così, regia di Emanuela Giordano (2018)
- Settimo cielo, regia di Giorgina Pi (2019)
- Anatomia di un suicidio, di Alice Birch, regia di Lisa Ferlazzo Natoli e Alessandro Ferroni (2023)

## Filmografia

### Cinema
- Fragole Celesti, regia di Guido Chiesa (2014)
- Il primo re, regia di Matteo Rovere (2019)
- Tutto il mio folle amore, regia di Gabriele Salvatores (2019)

### Televisione
- Gomorra - La serie serie TV, 7 episodi, regia di Marco D'Amore e Claudio Cupellini (2021)
- Supersex - serie TV (2024)

### Cortometraggi
- Sulla soglia, regia di Irene Alison (2005)
- Perfiducia - Stella, regia di Gabriele Salvatores (2009)
- Diorama, regia di Camilla Carè (2021)